# 放蕩児の遍歴
『放蕩児の遍歴』（ほうとうじのへんれき、英: The Rake's Progress）は、イーゴリ・ストラヴィンスキーが1951年に完成させた3幕から成るオペラである。タイトルは『放蕩児のなりゆき』や『道楽者のなりゆき』などと称される場合がある。
『夜鳴きうぐいす』(1914)と『マヴラ』(1922)につぐ3作目のオペラで（『エディプス王』(1927)をオペラとするならば4作め）、同時に最後のオペラでもある。ストラヴィンスキー最長の作品でもある。

## 概要
1947年5月2日に、ストラヴィンスキーはシカゴのアート・インスティテュートで偶然ウィリアム・ホガースの銅版画「放蕩一代記」（A Rake's Progress）を見かけ、いくつかの銅版画に描かれた一連の場面を見て強い霊感を受けた。ストラヴィンスキーは早速台本の依頼を始めた。カリフォルニアで親交していた作家のオルダス・ハクスリーは、台本作者としてイギリスの詩人W・H・オーデンを薦めた。オーデンはストラヴィンスキーと共に台本の草稿を書き終えたのち友人のチェスター・コールマンの協力を得たうえで、1948年3月31日に台本を完成させた。
作曲は1948年5月に取りかかり、1951年4月7日に全曲が完成された。なおオペラの第1幕の前奏曲が作曲されたのは同年の4月7日のことであった。

## 初演
初演は1951年9月11日にヴェネツィアのフェニーチェ劇場で、ストラヴィンスキー自身の指揮によって行われた。なお、ストラヴィンスキーは初演の初日のみ指揮を担当し、あとの全ての公演の指揮はフェルディナント・ライトナーを起用した。初演の歌手は以下のとおり：
- トゥルーラブ：ラファエル・アリエ
- アン：エリーザベト・シュヴァルツコップ
- トム：ロバート・ラウンズヴィル (英語版)
- ニック・シャドウ：オタカル・クラウス (英語版)
- マザー・グース： ネル・タンゲマン (英語版)
- ババ：ジェニー・トゥーレル
- セレム：ユーグ・キュエノー（英語版）
- 管理人：エマニュエル・メンクス

初演は成功をおさめ、短期間のうちに次々にほかの劇場でも公演された。とくに1961年にイングマール・ベルイマン演出によってストックホルムで上演された版をストラヴィンスキーは高く評価した。ベンジャミン・ブリテンの作品と並び、第二次世界大戦後のオペラとしてもっとも成功した作品になった。

## 台本
W・H・オーデンとチェスター・コールマンによる台本は、ホガースの絵に描かれた話とは大幅に異なっている。ヒロインはサラ・ヤングでなく田舎娘のアン・トゥルーラブに変えられ、ニック・シャドウというトムの別人格で悪魔的な新しい人物が追加されている。
オーデンとストラヴィンスキーの協力関係はその後も続き、『カンタータ』(1952)の歌詞がオーデンの著書から取られたほか、『J.F.K.のためのエレジー』(1964)の歌詞もオーデンが書いた。
オーデンとコールマンはまたストラヴィンスキーのために新しい1幕の劇『ディーリア、あるいは夜の仮面劇』(Delia, or A Masque of Night)の台本を1952年に書いたが、作曲はされなかった。台本のみ1953年に出版された。
オーデンとコールマンのコンビは、後にヘンツェのオペラ『若い恋人たちへのエレジー』『バッカスの巫女』の台本を書いている。

## 登場人物
| 人物名             | 声域             | 役                                   |
| ------------------ | ---------------- | ------------------------------------ |
| トム・レイクウェル | テノール         | 怠け者の青年                         |
| ニック・シャドウ   | バリトン         | 怪奇な男                             |
| トゥルーラヴ       | バス             | アンの父親                           |
| アン               | ソプラノ         | トゥルーラヴの娘。トムのかつての恋人 |
| バーバ(ババ)       | メッゾ・ソプラノ | トルコ人女性                         |
| セレム             | バス             | 競売人                               |
| 管理人             | バス             | 精神病院の管理人                     |
| マザー・グース     | メッゾ・ソプラノ | 売春宿の女主人                       |

## あらすじ
舞台は18世紀のイギリス。

### 第1幕
快活な金管のファンファーレ風の前奏曲の後に幕があがる。春の午後、田舎のトゥルーラブ家。恋人どうしのアン、トム、およびアンの父のトゥルーラブが三重唱を歌う。トゥルーラブはトムのために職を世話しようとするが、トムは堅実な仕事を馬鹿にする（アリア）。そこへニック・シャドウが現れて、トムの叔父が死に、遺言によって大金がトムにころがりこんだことを伝え、喜びの四重唱に発展する。トムとニックは手続きのためにロンドンへ行くことになる。トムとアンは二重唱を歌い、別れを惜しむ。トムは、手続きが完了したらアンとトゥルーラブをロンドンに呼び寄せると歌い、ふたたび三重唱に発展する（以上第1場）。
ロンドン、マザー・グースの売春宿で、トム、ニック、マザー・グースが酒を飲む。美・楽しみ・愛とは何かを聞かれ、トムは最初の2つに答えるが、愛については答えることができない。カッコウ時計が1時を伝え、トムはそれを口実に帰ろうとするが、ニックは12時に戻してみせ、時間はトムの思いのままだと伝える。トムは愛について悲しく歌い（カヴァティーナ）、マザー・グースはトムと寝る（以上第2場）。
夜、再びトゥルーラブ家。トムからの音沙汰がないのでアンは心配し、トムを助けるためにひとりでロンドンへ行こうとする（アリア）。家の中から父の声が聞こえ、アンはためらうが、決然としてトムのもとへ向かう（ハイCで終わる有名なカバレッタ）（以上第3場）。

### 第2幕
ロンドンのトムの家。アリアを歌うトムは都会の堕落した生活に倦み、幸福を求める。ニックがやってきて、幸福になるために人は自由でなければならないといい、感情や良心から離れて自由な意志を通すために、醜女として有名なトルコ人ババとの結婚を勧める。トムとニックは二重唱を歌う（以上第1場）。
アンはトムの家の前までやってくる。そこは婚礼の行列の場で、トムが輿に乗ってやってくる。トムはアンに去るように言い、口論になるが、そこへ輿のかげからババが顔を見せ、トムはアンに妻だと紹介する（三重唱）。アンは走り去り、トムとババの婚礼がはじまる。ババがヴェールをぬぐと立派なヒゲが生えていた（以上第2場）。
ババはえんえんとしゃべりつづけ、トムは結婚を後悔する。ババは怒ってアリアを歌いながら物を投げる。トムはババをだまらせるためにかつらで顔をふさぐと、ババは動かなくなる。トムが眠りについたところへニックがやってくる。眠りからさめたトムは石をパンに変える機械の夢を見たことを語る。ニックはトムが夢に見たとおりの機械を見せ、トムは大喜びする。二重唱の後、ニックはトムに機械の大量生産の必要性を説く（以上第3場）。

### 第3幕
トムは破産し、借金取りから逃げるために雲隠れした。トムの家財は競売に出されるが、その中には2幕で静止したままのババもまじっている。競売人のセレムが熱中のあまりババの顔の上のかつらを握りしめると、ババが動きはじめ、2幕で中断した歌の続きを歌うが、自分が捨てられたことを知る。トムを探してやってきたアンをババは力づける。舞台の外でトムとニックの声が聞こえ、アンは彼らを追って去る（以上第1場）。
夜、墓地。ニックはトムに対して、1年間仕えた報酬として命を支払うように要求する。12時の鐘がなったら命を取るというが、9つなったところでニックは鐘を止め、それからトランプをカットし、トムが何のカードを3回当てることができたら命を取らないでやろうと言う。トムは遠くでアンが歌っているのに気づいて勇気づけられ、勝負に勝つ。ニックは地下に沈むが、その前にトムが発狂するように呪う。トムは自分をアドーニスと思いこむ（以上第2場）。
ベドラムの精神病院。トムはビーナスが自分を訪れることを待ちのぞむ。病院の管理人に連れられてアンがトムに会いに来る。トムはアンをビーナスと思い、愛の二重唱を歌う。トムは疲れを見せ、アンはトムの願いに応えて子守唄でトムを眠らせる。トゥルーラブがアンを呼び、アンは眠るトムに別れを告げて去る。目ざめたトムはアンがいないことに気づき、ビーナスが盗まれたと思いこんで、心痛からそのまま息絶える。合唱が弔いの歌を歌う（以上第3場）。
幕が降りた後、主な登場人物5人がその前に現れ、怠け者の心に悪魔はつけこむというこの話の教訓を歌う（以上エピローグ）。

## 編成
楽器編成はモーツァルトを意識した古風な二管編成で、チェンバロ（またはピアノ）伴奏によるレチタティーヴォを含む。
フルート2（ピッコロ持ち替え）、オーボエ2（コーラングレ持ち替え）、クラリネット2、ファゴット2、ホルン2、トランペット2、チェンバロまたはピアノ、ティンパニ、弦5部。バンダで（時計の）鐘とかっこう笛。
演奏時間は約150分。

## 備考
- 1947年の12月にストラヴィンスキーはオペラの作曲を待ち切れずに、第3幕の第2場における導入の音楽（弦楽四重奏による）をすでに作曲していたという。
- 本来初演は、ライトナーではなくイーゴリ・マルケヴィチが行う予定であった。